# Josef Jiří Kamenický
Josef Jiří Kamenický (11. listopadu 1910 Lískovec – 8. září 1981 Vídeň) byl český malíř a fotograf.

## Život
Studoval na Škole uměleckých řemesel v Brně (1928–1932) mj. u Karla Truppeho a později dekorativní malbu na Akademii výtvarných umění v Praze (1938–1940 a 1945–1946), mj. u Vratislava Nechleby, Jindřicha Hönicha a Otakara Nejedlého. Věnoval se také umělecké fotografii, mj. specificky pojatým aktům (byl členem Fotoskupiny pěti a střediska Purkyně, jeho díla byla vystavena na společných výstavách, mj. Avantgardní fotografie 30. let na Moravě (1981 Olomouc a 1982 Brno).
Za 2. světové války působil v Třebíči a kromě motivů interiérů kostelů (bazilika sv. Prokopa) namaloval i řadu pohledů na toto město. Zde měl také dvě samostatné výstavy. Některé z těchto obrazů si mohli připomenout zájemci o umění v létě 2011 na výstavě Podoby Třebíče.
Zabýval se moravským venkovem a také zvyky a náboženskými tradicemi (zejména jsou známa díla s jednotlivými postavami v krojích, strojení nevěsty atd.). Zajímavým motivem je prostředí orientálního trhu (existuje několik variant Prodavačů melounů, často s dvojicí dvou starších bratrů). Vytvořil i různé krajinomalby (Vysoké Tatry, Dubrovník, mořský záliv, město z roku 1970), dále obrazy aktů (Bohyně noci, Ležící dívčí akt s tyrkysovou drapérií), zátiší (šeříky), zvířat (koně), výjimečně i portréty (Starý zálesák, Matčina radost, podobizna JUDr. K. Přerovského). Na členské výstavě Purkyně v roce 1954 se představil olejem z předcházejících o roku Kesony na Lipenské přehradě.
Jeho díla jsou ve sbírkách Moravské galerie v Brně, Krajské galerie výtvarného umění ve Zlíně a Galerie výtvarného umění v Hodoníně.
V 50. letech emigroval do Vídně, kde ale maloval převážně zátiší s květinami často ve stylu holandského malíře 17. stol. Jana Brueghela. Ve Vídni také zemřel. Přesné místo, kde je pochován, není známo. V českých zdrojích se často mylně uvádí rok úmrtí 1974, v rakouských je pak mylně jako místo narození uváděna Vídeň.
Své obrazy většinou signoval příjmením Kamenický (někdy místo toho uvedl pseudonym A. Lískovec podle svého rodiště) a zpravidla je nedatoval. V emigraci často používal pseudonymy Josef Steiner, Reinold a Julius Horn (takto se ale jmenoval i jiný český malíř narozený 1900 v Karlíně u Prahy). V německy psaných zdrojích se občas vyskytuje forma jeho příjmení jako Kamenitzky.